# 德珠·吐布丹坚参青饶称勒朗结
德珠·吐布丹坚参青饶称勒朗结（1898年—?）原名洛桑顿柱曲批，藏族，籍贯不详，第四世（计追认）德珠活佛。

## 生平
他出生于清朝光绪二十四年（1898年）。驻藏大臣文海在任时，曾经奏请清廷对寻访所得的德柱呼图克图的灵童候选人免予金瓶掣签，但是，御批认为“德柱呼图克图阿旺罗布藏丹贝卓美圆寂，访出幼子洛桑顿柱曲批，灵异昭著，请免入瓶掣签等情。似与定例不符，碍难照准。拟饬该寺遵例寻访幼子数名，由驻藏大臣会同逹賴喇嘛缮写名签，入于大昭供奉金奔巴瓶内，公同掣定，以符定制。” 此后，驻藏大臣遵旨传谕西藏商上再行寻访灵童，乃访得另一位灵童阿旺洛桑夺吉坚参。光绪三十一年九月十五日（1905年），驻藏大臣有泰率同噶勒丹池巴在大昭寺举行金瓶掣签，掣出洛桑顿柱曲批，定为德柱呼图克图的呼毕勒罕（即转世灵童），取法名为“吐布丹坚参青饶称勒朗结”。此后，清廷接到驻藏大臣奏报，于光绪三十二年正月初五日（1906年）批准其为呼毕勒罕。
后来，他坐床正式继任德珠活佛。此后，他曾任哲蚌寺的“措钦朱古”。